# Jung Byung-tak
Jung Byung-Tak (Coreia do Sul, 14 de março de 1942 – Coreia do Sul, 11 de fevereiro de 2016) foi um ex-futebolista e gerente do futebol sul-coreano.
Ele foi um membro da equipe de futebol nacional coreana em 1960. Ele era ex-treinador da equipe de futebol nacional coreana e foi o primeiro treinador do Jeonnam Dragons.